# Central térmica de San Adrián
La central térmica de San Adrián, popularmente conocida como la térmica de las tres chimeneas, fue una instalación termoeléctrica de ciclo convencional situada en la orilla izquierda de la desembocadura del río Besós, en el término municipal de San Adrián de Besós, en la provincia de Barcelona (España). Constaba de tres grupos térmicos de 350 MW cada uno (San Adrián I, San Adrián II y San Adrián III). Propiedad de Fecsa-Endesa, estuvo operativa entre 1973 y 2011.
Tras el desmantelamiento de la central, se han conservado la sala de turbinas y sus tres icónicas chimeneas, que actualmente son propiedad municipal y están en proceso de declaración de Bien Cultural de Interés Local.
No debe confundirse con la central térmica del Besós, ubicada en la orilla opuesta de la desembocadura del río.

## Historia

### Antecedentes: central térmica de Energía Eléctrica de Cataluña
La primera planta térmica construida en la desembocadura del Besós fue una central de ciclo convencional de carbón, propiedad de Energía Eléctrica de Cataluña, sociedad fundada en 1911. Diseñada por el arquitecto Eduard Ferrés, fue construida con hormigón armado por la empresa Construcciones y pavimentos, aplicando por primera vez en Cataluña el «sistema Hennebique». Las obras se iniciaron en abril de 1912 y se conectó a la red el 23 de marzo de 1913. Aunque el proyecto inicial contemplaba ocho turboalternadores, entró en servicio únicamente con dos, con una potencia total de 7,5 MW cada uno,  y en 1914 fue ampliada con un nuevo grupo de 15 MW. Estos turboalternadores producían corriente eléctrica a 11 kV, que posteriormente se elevaba a 80 kV en la sala de transformadores. La estación receptora enlazaba con la central hidroeléctrica que la misma compañía tenía en Cabdella, mediante una red de alta tensión —la primera de Cataluña— de 80 kV y 175 km de longitud.  El edificio de calderas albergaba dieciséis generadores Delaunay-Belleville y contaba con cuatro chimeneas, de 60 m de altura, para la evacuación de humos. La captación de agua para la condensación se realizaba mediante cuatro tuberías de hierro colado sostenidas por una estacada de hormigón, que se adentraba 150 m en el mar.
La capacidad productiva de la central quedó muy mermada durante la Primera Guerra Mundial, debido al bloqueo marítimo alemán a Gran Bretaña, que impedía el abastecimiento de carbón. Esta situación se agravó a partir de 1918, con la avería de dos de los tres grupos generadores. La central quedó prácticamente inactiva hasta 1923, cuando se instaló un nuevo turbogenerador, fabricado por la Compagnie Électro-Mécanique, junto a tres nuevos transformadores Westinghouse, que permitieron aumentar la potencia. Ese mismo año Energía Eléctrica de Cataluña, compañía propietaria de la central, pasó a manos de la sociedad Barcelona Traction, popularmente conocida como «la Canadiense».

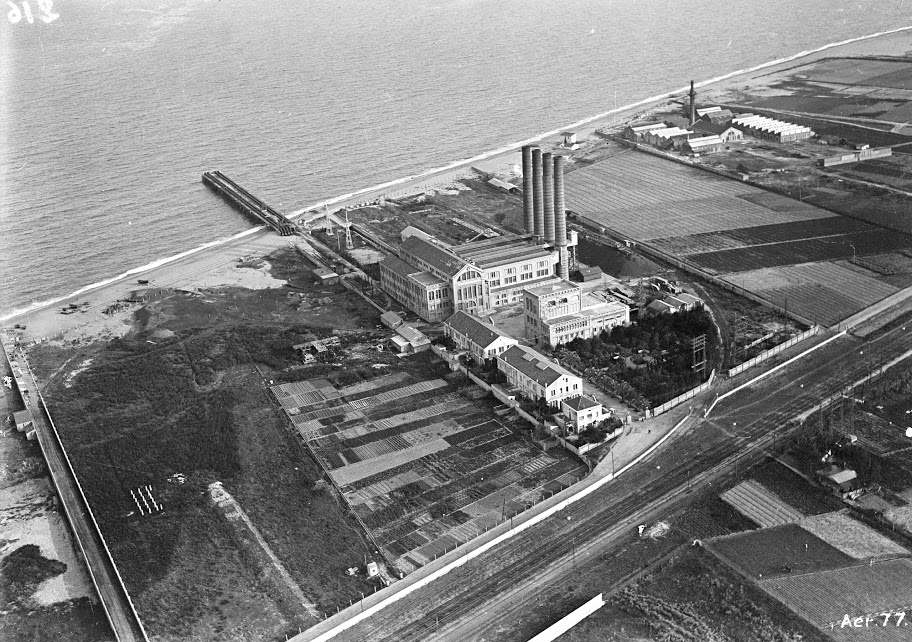
La central de Energía Eléctrica de Cataluña en 1928.

Durante la guerra civil española la térmica de San Adrián tuvo un papel importante el abastecimiento eléctrico de Barcelona, después que las centrales hidráulicas del Pirineo fuesen tomadas por el bando sublevado. Por este motivo, se convirtió en objetivo de la aviación italiana, que el 13 de noviembre de 1938 la bombardeó, provocando dieciséis muertos. En 1939 el ejército republicano, en su retirada, voló parte de las instalaciones, dejando operativo un único grupo de 7,5 MW.
En 1948 Barcelona Traction fue declarada en quiebra y, en una controvertida operación, la recién creada Fuerzas Eléctricas de Cataluña, SA (Fecsa) se hizo con todos sus bienes y derechos, incluyendo la térmica de San Adrián de Besós. La reestructuración llevaba a cabo por los nuevos propietarios hizo que en 1954 la central cesara su actividad. Fecsa la reemplazó por una nueva central térmica, levantada en la parcela contigua al norte, ya en el término municipal de Badalona. De forma paralela a la construcción de la central Badalona I, que entró en servicio en 1957, se llevó a cabo el derribo de la primitiva térmica de 1912. En 1965 Fecsa puso en marcha Badalona II.

### Construcción de la central térmica de Fecsa
Debido a la creciente demanda eléctrica, Fecsa decidió levantar una nueva central térmica de ciclo convencional en el solar de la antigua instalación de Energía Eléctrica de Cataluña. Las obras de esta nueva planta, la central térmica de San Adrián, se desarrollaron en medio de varias polémicas. Fecsa inició la construcción en 1971, aún sin permiso municipal, y a pesar de la oposición de los ayuntamientos y las asociaciones vecinales de Badalona y San Adrián de Besós, que rechazaban una nueva fuente contaminante en la zona.
Las obras fueron adjudicadas a la filial de Fecsa, Constructora Pirenaica, S.A. (COPISA), junto con la Sociedad Argentina de Electricidad (SADE) y Control y Aplicaciones, S.A. (CASA). Más de 1700 obreros participaron en la construcción de la central, que estuvo marcada por varios conflictos laborales. El incidente más grave tuvo lugar el 3 de abril de 1973, en una protesta de los obreros que terminó con varios heridos y un muerto, el trabajador de COPISA Manuel Fernández Márquez, víctima de un disparo de la policía.
En septiembre de 1973 se conectó a la red el primer grupo de 350 MW y en febrero de 1974 lo hizo el segundo grupo, de idéntica potencia. Aunque el proyecto inicial era de dos grupos gemelos, en 1974 Fecsa anunció la construcción de un tercero, también de 350 MW, para satisfacer la alta demanda eléctrica existente. Esta tercera chimenea, levantada al sur del grupo I, entró en servicio en noviembre de 1976.

### Del fueloil al gas
En los años 1980, por motivos económicos y ambientales, los generadores de los grupos I y III fueron adaptados para la combustión de gas natural, además de fueloil. No se adaptó el grupo II, cuya actividad quedó reservada para los momentos de alta demanda energética. A partir del año 2000 se produjeron varios episodios de contaminación atmosférica conocidos como "lluvia negra", provocados por partículas férricas derivadas de la combustión de fueloil en el grupo II. Estos incidentes motivaron un expediente sancionador del Departamento de Medio Ambiente de la Generalidad de Cataluña, que finalmente obligó a Fecsa-Endesa al cierre definitivo del grupo II en 2002.

### Cierre y desmantelamiento
Entre los años 1980 y 1990 Endesa, una empresa pública que había sido privatizada, absorbió las principales eléctricas catalanas (Fecsa, Hidroeléctrica de Cataluña y Enher); de esto modo, se hizo con la totalidad del parque generador térmico de la desembocadura del Besós: San Adrián, Badalona I, Badalona II (en la orilla izquierda) y Besós (en la orilla derecha).
A mediados de los años 2000 los grupos I y III de San Adrián había sido adaptados al gas natural y el grupo II había sido cerrado. Paralelamente, para adecuarse a las normativas medioambientales Fecsa-Endesa había desactivado también las centrales Badalona I (1990), Badalona II (2003) y Besós, grupos I y II (2003), perdiendo gran parte de su capacidad generadora.
En 2005 la empresa eléctrica acordó con el ayuntamiento de San Adrián de Besós la substitución de la central de San Adrián por un nuevo grupo de ciclo combinado, menos contaminante, en la central térmica del Besós, en la otra orilla del río. En marzo de 2008 Endesa Generadora, S.A. obtuvo la autorización administrativa para instalar la nueva planta Besós V, de 859 MW, junto a los grupos Besós III y Besós IV, en el lugar ocupado por los inactivos grupos Besos I y Besós II, que serían derribados.

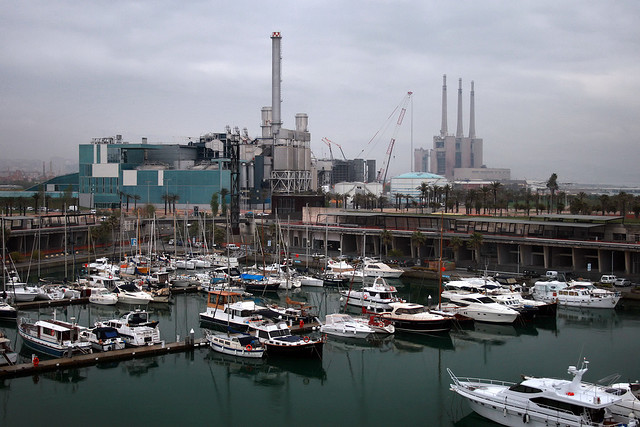
Aspecto, en primer término de Port Fórum. Al fondo, de izquierda a derecha, la Incineradora de San Adrián, la central de ciclo combinado del Besós, la central Besós 5 (aún en construcción), la térmica de Badalona y las tres chimeneas.

El Grupo Endesa había proyectado la demolición de todo el complejo industrial formado por las centrales de San Adrián y Badalona, una vez entrase en funcionamiento Besós V. Sin embargo, topó con la oposición del ayuntamiento de San Adrián de Besós, partidario de conservar las tres chimeneas como patrimonio industrial para futuros equipamientos. Paralelamente, se constituyó una plataforma vecinal en defensa del edificio, reclamando un plan de uso para garantizar su subsistencia. La compañía eléctrica, por su parte, defendió el derribo, alegando la falta de valor patrimonial y el elevado coste que le suponía mantener las chimeneas inactivas en pie, estimado en 400 000 euros anuales.
Ante el debate generado, en noviembre de 2008 el consistorio convocó una consulta entre los vecinos sobre la posibilidad de mantener las torres y transformarlas en centro social. Participaron 2.597 adrianenses (9,1% del censo), de los que un 82,2% votó a favor del proyecto.
En diciembre de 2010 entró en servicio Besós V y, en consecuencia, el 24 de marzo de 2011 cesó la actividad de los grupos I y III de San Adrián, los últimos que permanecían activos. En 2012 Endesa comenzó el desmantelamiento y demolición de la central de San Adrián, y la vecina de Badalona, sin que las administraciones públicas hubiesen concretado ningún proyecto de futuro para las chimeneas, más allá de su voluntad de conservarlas.  En 2015 el ayuntamiento de San Adrián de Besós inició los trámites para declarar Bien Cultural de Interés Local las tres chimeneas y la nave de turbinas, denegando a Endesa la licencia de demolición de dichos elementos.
En febrero de 2016, con la retirada de los pantalanes de agua de refrigeración que se adentraban en el mar, finalizó el proceso de desmantelamiento de la central y en marzo de 2018 el de descontaminación del terreno después de 3 años de trabajo. La sala de turbinas y las tres chimeneas, sobre sendas calderas ya vaciadas, fueron las únicas construcciones que quedaron en pie. En abril de 2016 Endesa las cedió gratuitamente al consistorio, aunque su futuro uso sigue por decidir.

## Características
La central contaba con tres grupos generadores (San Adrián I, San Adrián II y San Adrián III) de 350 MW cada uno. A pesar de funcionar independientemente, compartían la depuradora de aguas para alimentar las calderas, el centro de control, el edificio de turbinas y los tubos de aspiración. Además, los grupos I y II compartían también la piscina de decantación y el canal de desagüe. La captación de agua marina se realizaba con seis tuberías (dos por grupo) que se adentraban 250 metros en el mar Mediterráneo mediante un pantalán metálico. En el lado sur del complejo se ubicaban cuatro depósitos de fueloil con capacidad total para 100 000 m³. El combustible era descargado por los petroleros en una cercana instalación de CAMPSA, en la playa de Badalona.
Uno de los elementos más particulares del diseño inicial de la central fue que, debido a la falta de espacio, las chimeneas (de 90 m) se construyeron inmediatamente encima de los edificios de caldera (90 m), con lo que alcanzaba una altitud total de 180 metros, aproximadamente. Después de varios estudios climáticos que situaban la capa de inversión térmica alrededor de los 170-190 m en el área metropolitana de Barcelona, se debieron añadir 20 metros de chimenea -que se diferencian del resto por su construcción metálica- para superar este inconveniente climático, alcanzando finalmente los 200 m. Esto las convierte en la segunda construcción más alta del área metropolitana de Barcelona tras la torre de Collserola, y hace que sean visibles desde gran distancia, formando parte ya del panorama urbano de San Adrián y Badalona.

### Datos técnicos de cada grupo[35]
- General
  - Potencia por grupo: 350 MW.
- Caldera
  - Fabricante: Balcke-Dürr.
  - Presión del vapor: 190 bar.
  - Temperatura del vapor: 550 °C.
- Turbina
  - Fabricante: Kraftwerkunion (KWU).
  - Velocidad de régimen: 3000 rpm
- Alternador
  - Fabricante: Siemens.
  - Potencia nominal: 437 MVA.
  - Tensión en bornes: 21 kV.